# Mundo ID (Turma da Mônica Jovem)
Mundo ID é onde todos os monstros interiores vivem. Eles são equivalentes a todos os habitantes da Terra, ou seja, existem quase 7 bilhões de IDs.

## História
No Mundo ID, ou chamado apenas como "ID", vivem várias raças de montros naturais. Eles são comandados por Doutor Bikkuri (em japonês, susto), o primeiro ID que nasceu antes da mente humana.
Resumidamente, IDs são tudo que a pessoa em que o ID convive há de ruim: Choros, brigas, tristezas, tudo. Mônica lembrou-se de brigas e xingamentos recebidos em seu passado, Magali de sua gula, Cebola de seus planos infalíveis, que pareceram realmente das trevas quando foram citados. Segundo a revista, IDs são mais ativos quando a pessoa ainda é criança e não pode controlar-se: Chora e briga o tempo todo, permitindo que os IDs aproveitem e controlem a criança, iludindo-a a fazer todo o tipo de coisas ruins que preferirem. Quando crescem, as pessoas controlam-se mais e passam a dominar seu ID, passando a gostar e amar as pessoas, parando de brigar e, às vezes, sendo menos sensível o suficiente para não chorar o tempo todo. Segundo Licurgo(louco), todos dominam seu ID um dia, mesmo que Mônica, Cebola e Cascão tenham enfrentado-os de forma diferente que os demais.
Para os IDs dominarem a Terra e serem livres, Doutor Bikkuri conta com Akanin, Soranin e Kainin (pessoa vermelha, pessoa azul - ou céu - e pessoa concha), os IDs de Mônica, Cebola e Cascão. Também tem o de Magali, mas seu nome nunca foi revelado, e o ID de Magali não tem má intenção.
Eles podem iludir as pessoas, pois podem se transformar na pessoa que tem o ID. Assim, o truque funciona: eles podem hipnotizar as pessoas que querem, e formar um exército.

## Curiosidades
- Quando Licurgo fala que Bikkuri é o seu ID, todos dizem já ter percebido; e Cebola fala Não se fala de outra nas comunidades do Yogurt. Ele está se referindo a esmagadora quantidade de comunidades na rede social Orkut sobre Turma da Mônica Jovem, que diziam mais ou menos "Sei quem é o Doutor Bikkuri".

- Apesar da coloração de Bikkuri ser vermelha, tudo indica que sua cor predominante é a cor preta(inclusive porque seus balões de fala são de cor preta e não vermelha). Isso soaria um pouco estranho, já que somente vermelho e azul são as cores dos IDs, e ainda mais por Bikkuri representar uma pessoa. Mais estranho é o fato de necessariamente o ID de Licurgo ser o mestre dos IDs, mas tudo isso é explicado(inclusive a coloração preta de Bikkuri) pelo fato da personalidade e do sentimento de Bikkuri crescer constantemente mais do que qualquer outro e não ser tratado. Se não fosse por esta razão, Bikkuri provavelmente seria um monstro ID como outro qualquer e não seria líder dos IDs.

- Na edição 15 e 16, Kainin e o ID de Magali aparecem com as cores opostas(Kainin deveria ser azul e ID de Magali vermelho), talvez Mauricio fez isto para determinar que os IDs de cor vermelha seriam IDs de pessoas do sexo feminino(garotas, mulheres, senhoras...), e os IDs azuis representarem pessoas do sexo masculino(garotos, homens, senhores...). Isso parece ter sido modificado devido ao fato da cor predominante do Dr. Bikkuri ser vermelha e não azul, o que soaria estranho determinando que Bikkuri é necessariamente o ID de uma mulher, inclusive pelo fato de Bikkuri ser revelado como o ID do Licurgo na edição 17. A mudança de cores deu a entender que os IDs de cor azul representam sentimentos aparentemente "positivos"(como a ambição e o apetite) assim como os IDs vermelhos representam emoções negativas(como a raiva e o medo). Após esta mudança, fica difícil definir alguma característica marcante para definir o ID de um homem ou de uma mulher, sendo este por fim um quesito aleatório.